# Ниари
Ниари (на френски: Niari) е една от десетте области на Република Конго. Разположена е в югозападната част на страната и граничи с Демократична република Конго, Габон и анголската провинция Кабинда. Столицата на областта е град Лубомо. Площта ѝ е 25 941 км², а населението е 231 271 души, по преброяване от 2007 г. Ниари е разделена на 6 общини.